# UTC+08:00

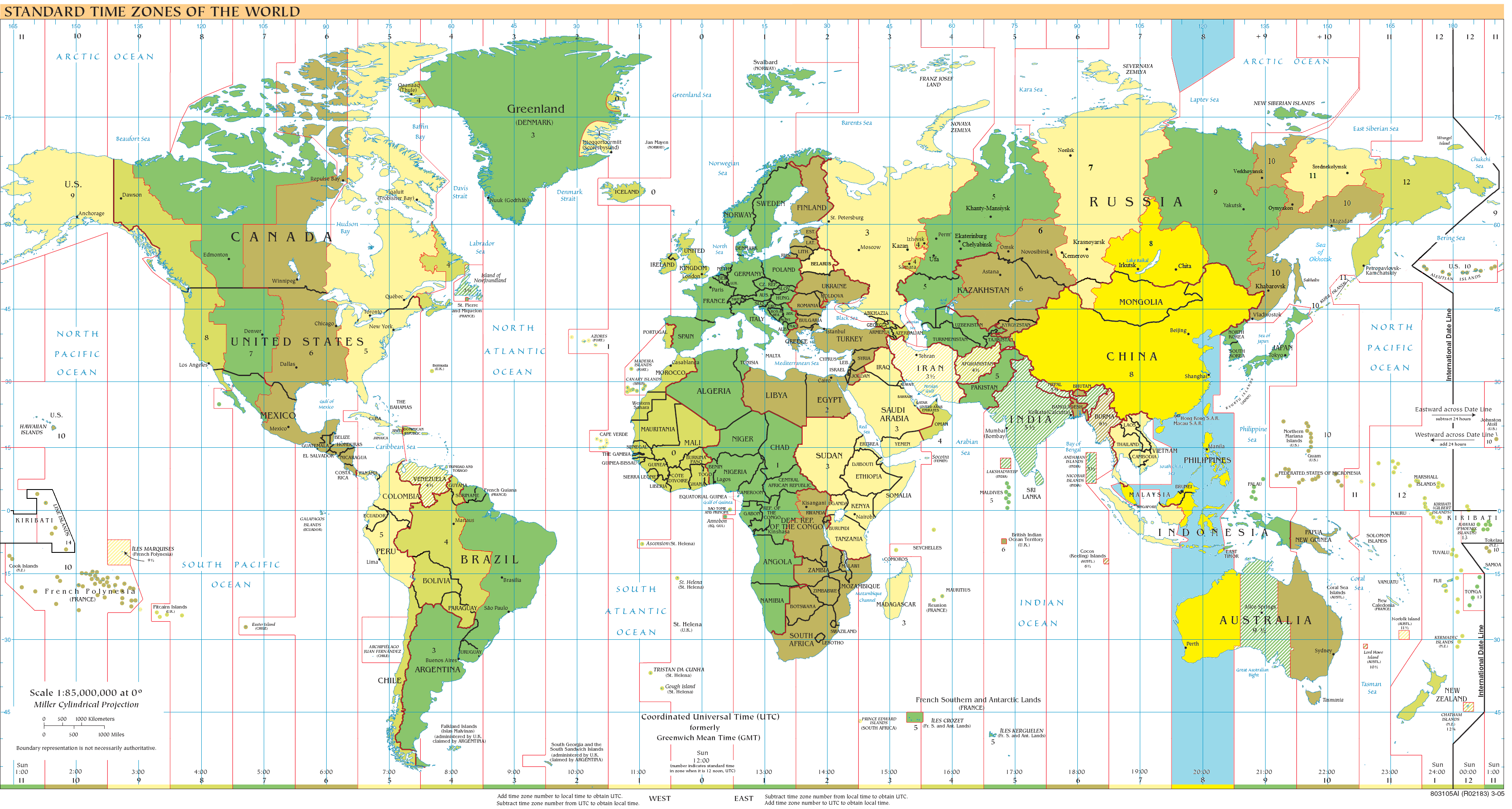
UTC+08:00

UTC+08:00 (H – Hotel) – strefa czasowa, odpowiadająca czasowi słonecznemu południka 120°E.
W strefie znajduje się m.in. Irkuck, Kuala Lumpur, Manila, Pekin, Perth, Singapur, Szanghaj, Tajpej i Ułan Bator.

## Strefa całoroczna
Australia i Oceania:
- Australia (Australia Zachodnia)

Azja:
- Brunei
- Chiny
- Filipiny
- Indonezja (Borneo Południowe, Borneo Wschodnie, Celebes i Małe Wyspy Sundajskie)
- Malezja
- Mongolia (cały kraj z wyjątkiem ajmaku bajanolgijskiego, kobdoskiego i uwskiego)
- Rosja (obwód irkucki, Buriacja i Kraj Zabajkalski)
- Singapur
- Tajwan